# ميلتون أ. ماكراي
ميلتون أ. ماكراي (بالإنجليزية: Milton A. McRae)‏ هو شخصية أعمال وصحفي أمريكي، ولد في 13 يوليو 1858 في ديترويت في الولايات المتحدة، وتوفي في 11 أكتوبر 1930.